# Александер фон Кробатин
Александер фрајхер фон Кробатин (Олмиц, 12. септембар 1849 — Беч, 28. септембар 1933) је био аустроугарски фелдмаршал и војни заповедник. Током Првог светског рата био је аустроугарски министар рата, па је заповедао 10. армијом на Италијанском бојишту.

## Детињство, младост и војна каријера
Александер фон Кробатин рођен је 12. септембра 1849. у Оломоуцу. Од 1865. похађа Артиљеријску академију у Мериш-Вајскирхену, а по завршетку 1869. као поручник служи у 3. артиљеријском батаљону. Кробатин је наставио школовање специјализујући се у подручју артиљерије, па је од 1877. предавао на Техничкој војној академији у Бечу. Чин мајора достигао је у мају 1889. након чега је 1890. постао директор Артиљеријке кадетске школе. Наведену дужност обавља до 1895. када са чином пуковника постаје командант 1. артиљеријске пуковније до 1896. када прелази у министарство рата на дужност шефа 7. одељења. У новембру 1900. Унапређен је у генерал-мајора, чин подмаршала достигао је у мају 1905, док је у новембру 1910. унапређен у генерала артиљерије. У децембру 1912. постао је министар рата и на тој дужности је дочекао и почетак Првог светског рата.

## Први светски рат
Кробатин је као министар рата настојао модернизовати аустроугарску војску. У томе је делимично и успео, па је за време његовог мандата аустроугарска војска снабдевена новим оружјима (пример бацачима пламена), те је знатно повећан број митраљеза код пешадије. Такође, знатно је повећан број топова на нивоу дивизија. У фебруару 1916. Кробатин је унапређен у генерал-пуковника чиме је постао један од првих официра са тим новоствореним чином у аустроугарској војсци.
Одласком Конрада са места начелника Генералштаба у марту 1917, Кробатин је остао без утицајног заштитника. Затражио је од цара заповедништво на бојишту у чему му је и удовољено. Тако је Кробатин у априлу 1917. Постао командантом 10. армије на Италијанском бојишту заменивши на том месту Карла Скотија. Као командант 10. армије Кробатин учествује у великој аустро-немачкој победи у бици код Кобарида у којој је његова армија уништила две италијанске дивизије. За наведени успех унапређен је 5. новембра 1917. у фелдмаршала.
У јуну 1918. Кробатин са 10. армијом учествује у бици на Пијави у којој доживљава пораз. Пред сам крај рата у октобру 1918. Кробатин постаје командант групе армије која је добила његово име којом командује у коначном аутроугарске поразу у бици код Виторија Венета.

## После рата
Одмах након завршетка рата Кробатин се пензионисао. Постао је почасни доктор Бечког техничког института, те почасним председником Добротворног фонда цара Карла. Преминуо је 28. септембра 1933. године у 84. години живота у Бечу.

## Професионални досије
- 1865. — Похађа Артиљеријску академију до 1869.
- 1869. — Унапређен у Leutnant (поручник)
- 1873. — Унапређен у Oberleutnant (виши поручник)
- 1879. — Унапређен у  (капетан друге класе)
- 1882. — Унапређен у  (капетан прве класе)
- 1877. — Похађа Technisch Militarisch Akademie (Војно техничку Академију) до 1885.
- 1885. — Truppendienst (војник) све до 1890.
- 1889. — Унапређен у Major (мајор)
- 1890. — Шеф Artillery Kadett Schule (Артиљеријско кадетске школе) до 1895.
- 1892. — Унапређен у Oberstleutnant (потпоковник)
- 1895. — Унапређен у Oberst (пуковник)
- 1895 — Командант Korps Artillery Regiment 1 (1. артиљеријска пуковнија)
- 1896. — Шеф 7. одељења RKM-а до 1904.
- 1900. — Унапређен у  (генерал-мајор)
- 1904. — Шеф одељака за RKM до 1912.
- 1905. — Унапређен у  (генерал-мајора)
- 1910. — Унапређен у  (генерал артиљерије)
- 1912. — k.u.k Minister of war (министар рата) до априла 1917.
- 1916. — Унапређен у  (генерал-пуковника)
- 1917. — Командант 10. армије до октобра 1918.
- 1917 — Унапређен у Feldmarschall (фелдмашал)
- 1918. — Командант Heeresgruppe Tirol (командант групе армије) до новембра 1918.